# Marcin Mielczewski II
Marcin Mielczewski II – album będący drugą częścią poświęconą odnalezionym kompozycjom polskiego reprezentanta wczesnego baroku Marcina Mielczewskiego. Utwory, tj. wokalno-instrumentalne kompozycje religijne, wykonali Wrocław Baroque Ensemble pod dyrekcją Andrzeja Kosendiaka. Na płycie można usłyszeć zachowaną częściowo „Missa Triumphalis” (tylko dwie pierwsze części cyklu ordinarium missae – Kyrie i Gloria), opracowania sześciu psalmów („Dixit Dominus”, „Laudate Pueri”, „Credidi”, „Laetatus Sum”, „Nisi Dominus”, „Lauda Jerusalem”) i kantyku „Magnificat” oraz dwa utwory na niewielkie zespoły instrumentalne („Canzona Seconda A Due”, „Canzona Seconda A Tre”). Płytę nagrodzono Fryderykiem 2019 w kategorii «Album Roku Muzyka Dawna».

## Lista utworów
- Missa Triumphalis I.56*
- Canzona seconda a due** II.7
- Dixit Dominus I.21
- Laudate pueri I.36
- Credidi I.16
- Laetatus sum I.33
- Nisi Dominus I.57
- Lauda Jerusalem DOMINUM I.34
- Magnificat I.38
- Canzona seconda a tre** II.9

## Wykonawcy
- Andrzej Kosendiak – dyrygent
- Wrocław Baroque Ensemble:
  - Aldona Bartnik – sopran
  - Aleksandra Turalska – sopran
  - Matthew Venner – kontratenor
  - Piotr Łykowski – kontratenor
  - Maciej Gocman – tenor
  - Tomáš Lajtkep – tenor
  - Tomáš Král – bas
  - Jonathan Brown – bas
  - Jerzy Butryn – bas
  - Zbigniew Pilch – I skrzypce
  - Mikołaj Zgółka – II skrzypce
  - Adam Pastuszka – II skrzypce
  - Julia Karpeta – viola da gamba
  - Krzysztof Karpeta – violone
  - Janusz Musiał – kontrabas
  - Přemysl Vacek – teorba
  - Anton Birula – teorba
  - Marta Niedźwiecka – pozytyw, klawesyn
  - Johannes Kronfeld – puzon
  - Ferdinand Hendrich – puzon
  - Masafumi Sakamoto – puzon
  - Hans-Martin Schlegel – puzon
  - William Lyons – fagot